# Stubaier Alpen
Stubaier Alpen är en bergskedja i Österrike.   Den ligger i förbundslandet Tyrolen, i den västra delen av landet, 400 km väster om huvudstaden Wien.
Trakten runt Stubaier Alpen består i huvudsak av gräsmarker. Runt Stubaier Alpen är det ganska tätbefolkat, med 80 invånare per kvadratkilometer.